# Роздільна (Росія)
Розді́льна (рос. Раздельная) — селище у складі Верхньокамського району Кіровської області, Росія. Входить до складу Лісного міського поселення.
Населення становить 7 осіб (2010, 13 у 2002).
Національний склад станом на 2002 рік — росіяни 92 %.